# اصالت‌گرایی

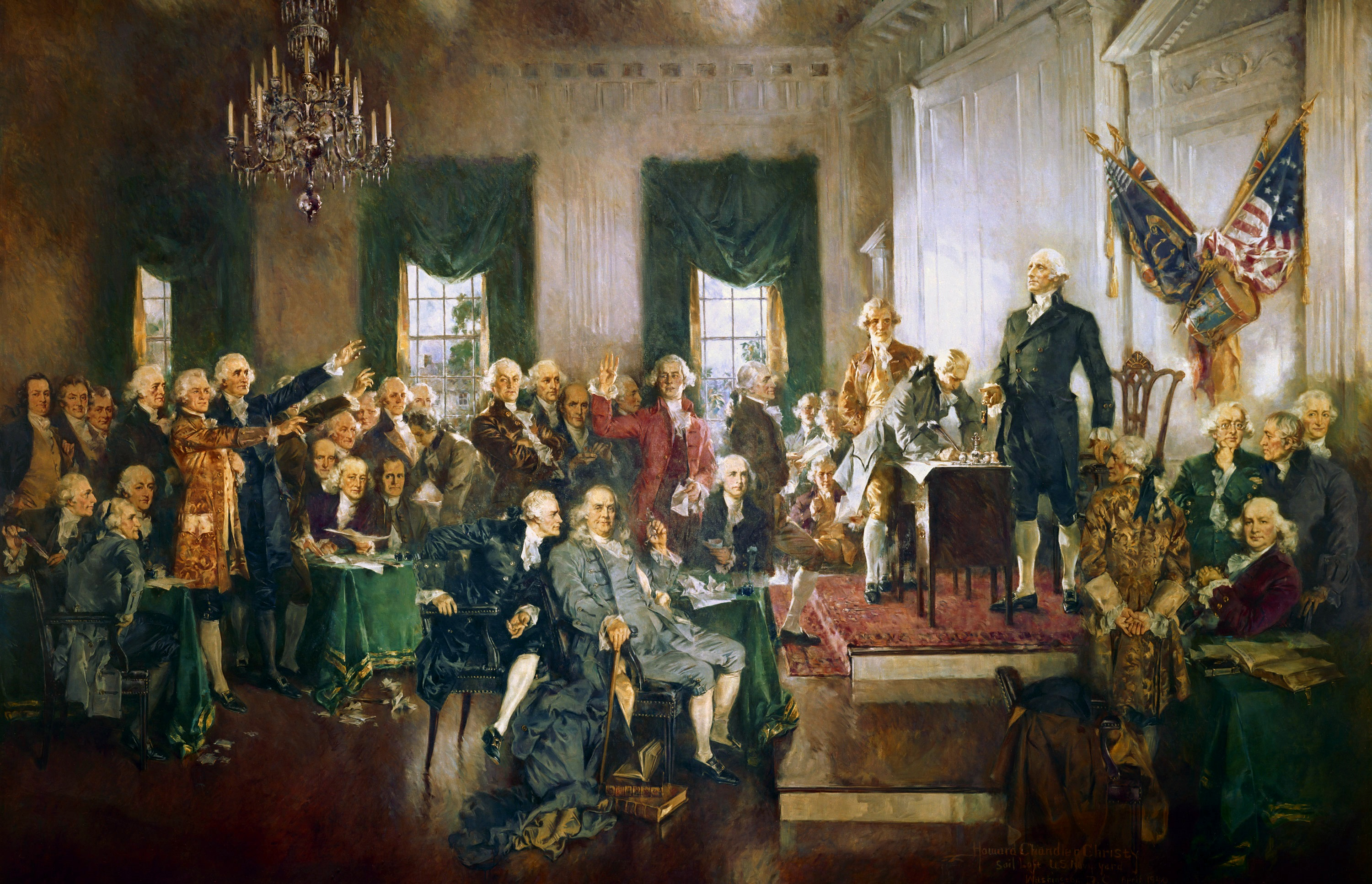
صحنه امضای قانون اساسی ایالات متحده، اثر هوارد چندلر کریستی

در چارچوب حقوق ایالات متحده، اصالت‌گرایی مفهومی در مورد تفسیر قانون اساسی است که بیان می‌دارد همه عبارات قانون اساسی باید براساس درک اصلی «در زمان تصویب آن» تفسیر شود. این مفهوم قانون اساسی را از زمان تصویب پایدار می‌داند و این که تنها با مراحل تعیین شده در اصل پنجم می‌توان معنی محتوای آن را تغییر داد. این تصور در تضاد با مفهوم قانون اساسی زنده است، که بیان می‌دارد که قانون اساسی باید براساس زمینه زمان کنونی تفسیر شود، حتی اگر چنین تفسیری با تفسیرهای اصلی این سند متفاوت باشد. معتقدان به قانون اساسی زنده گاهی استدلال می‌کنند که ما نمی‌توانیم درک اصلی قانون اساسی را به کار ببریم زیرا این سند بسیار قدیمی و بسیار رمزآلود است.
طرفداران اصالت‌گرایی استدلال می‌کنند که اصالت‌گرایی از زمان تأسیس تا زمان نیو دیل، که نظریه‌های رقیب آن در مورد تفسیر برجسته شدند، از لحاظ تاریخی روش اصلی تفسیر حقوقی در آمریکا بوده‌است. ریشه اصالت‌گرایی مدرن در مقاومت سیاسی محافظه کارانه در برابر تصمیم براون در برابرهیئت آموزش دیوان عالی است، و توسط طرفداران جداسازی نژادی برای استدلال در مخالفت با قوانین حقوق مدنی در دهه ۱۹۶۰ از آن استفاده کردند. اصالت‌گرایی اصطلاحی است دربرگیرندهٔ روشهای تفسیری است که از «تز فیکساسیون» پیروی می‌کنند، این مفهوم که محتوای معنایی یک گفته در زمان بیان ثابت می‌شود.

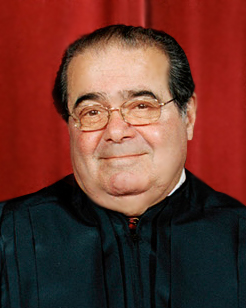
قاضی دیوان عالی آنتونین اسکالیا اعتقاد راسخ به اصالت داشت